# Wolfgang Mattheuer

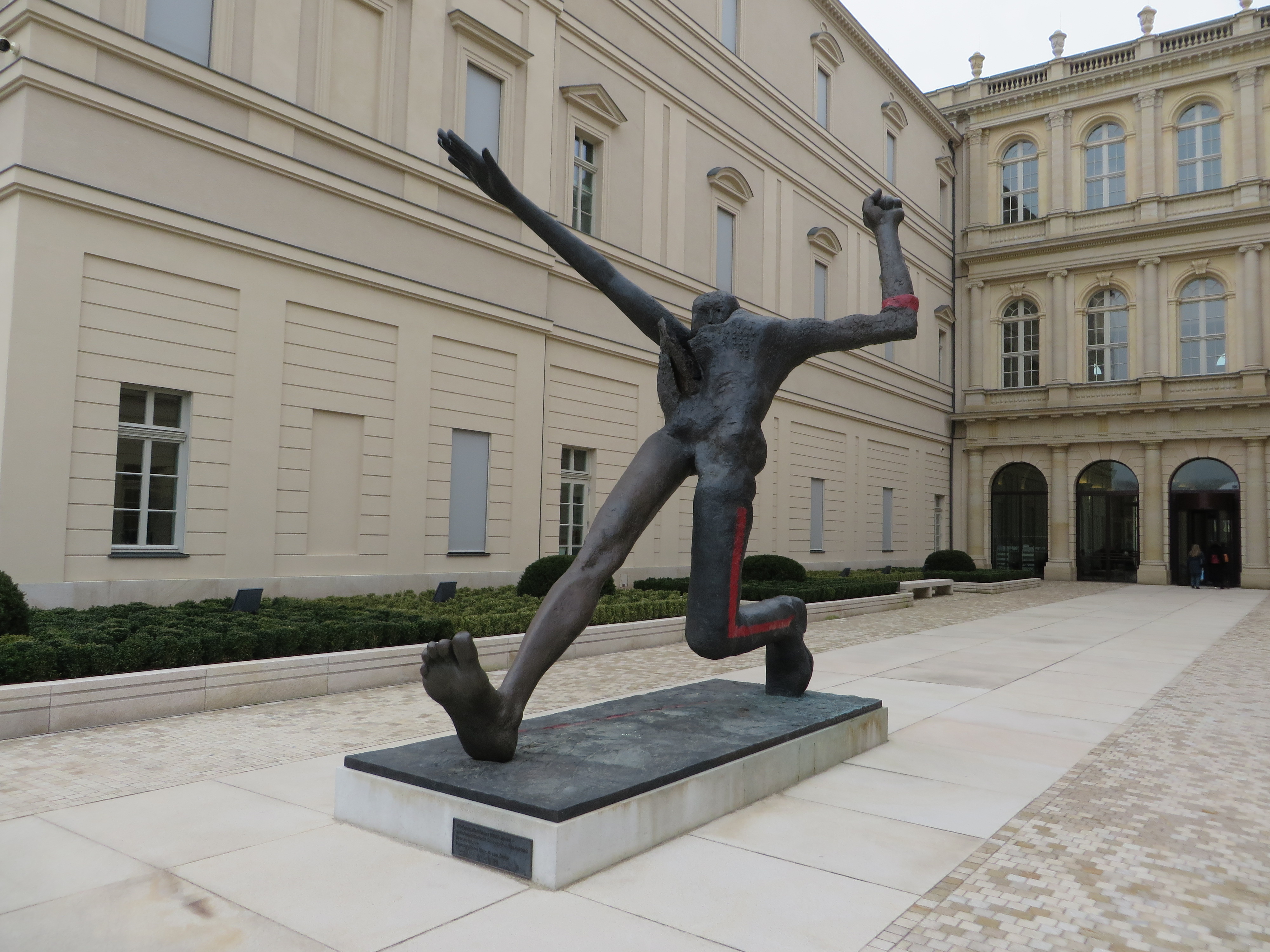
Der Jahrhundertschritt, escultura de Mattheuer que existe en varias ciudades alenmanas; en la imagen, en la ciudad de Potsdam.

Wolfgang Mattheuer (7 de abril de 1927 - 7 de abril de 2004) fue un pintor, artista gráfico y escultor alemán.  

## Trayectoria
Junto con Werner Tübke y Bernhard Heisig, fue un destacado representante de la Escuela de Leipzig, característica escuela de arte figurativo de la Alemania del Este. Llegó a la fama con una obra alegórica, a veces pesimista y siempre heroica pintura y escultura enfrentada al poder y tildada de disidencia política. Más tarde fue un abierto crítico tanto del socialismo y del capitalismo. Enseñó en la Hochschule für Grafik und Buchkunst Leipzig (HGB) durante muchos años. En 1974, renunció a su puesto de profesor para trabajar como artista y pintor a tiempo completo.  
En 1988 dejó el Partido Socialista Unificado de Alemania, unos meses antes de la caída del muro de Berlín.
En la Alemania Occidental durante mucho tiempo fue visto como pintor menor, aunque una gran retrospectiva celebrada en Chemnitz con motivo de su 75 cumpleaños levantó su perfil. Se casó con la pintora Ursula Mattheuer-Neustädt.